# Posterunek (wojsko)

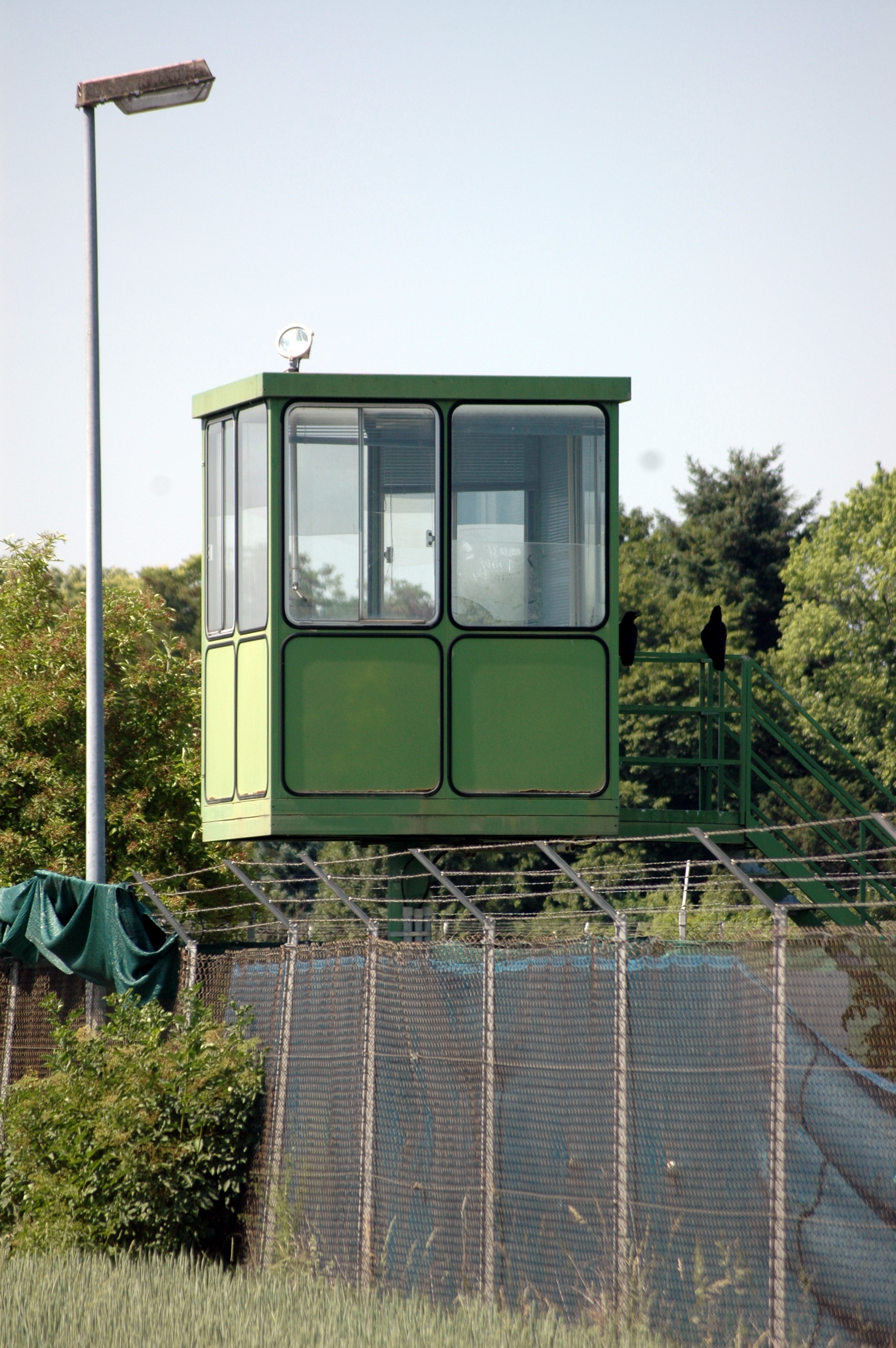
Posterunek wartowniczy na Heidelberg Army Heliport w Heidelbergu (Niemcy)

Posterunek – obiekt, miejsce lub rejon powierzony wartownikowi do ochrony i obrony. 
W rejonie posterunku mogą być wybudowane stanowiska ogniowe, umożliwiające pole obserwacji i ostrzału, schrony i zapory inżynieryjne. Często w rejonach posterunku, będącego obwodnicą, stosuje się pasy zaoranego gruntu, urządzenia alarmowe, techniczne urządzenia sygnalizacyjne oraz elementy telewizji przemysłowej.
W celu dogodniejszej obserwacji przedpola ochranianego obiektu, w rejonach posterunków wznosi się wieże wartownicze przystosowane do zamontowania na nich urządzeń wspomagających obserwację (reflektory – szperacze, noktowizory, termowizory, lornetki, peryskopy, itp.).